# شامدوق-کقسلز
شامدوق-کقسلز (به فرانسوی: Champdor-Corcelles) یک کمون در فرانسه است که در ان (اوورنی-رون-آلپ) واقع شده‌است. شامدوق-کقسلز ۳۱٫۵۳ کیلومتر مربع مساحت دارد.